# Verein für Bewegungsspiele Stuttgart 1893 1976-1977
Questa voce raccoglie le informazioni riguardanti il Verein für Bewegungsspiele Stuttgart 1893 nelle competizioni ufficiali della stagione 1976-1977.

## Stagione
Nella stagione 1976-1977 lo Stoccarda, allenato da Jürgen Sundermann, vinse il campionato di 2. Bundesliga, tornando in massima serie dopo due anni. In coppa di Germania i Roten persero al terzo turno per mano del Bayern Monaco II. Con 106 gol realizzati, fu la stagione più prolifica di reti nella storia del club.

## Rosa
| N. |                           | Ruolo | Calciatore        |
| -- | ------------------------- | ----- | ----------------- |
|    | Germania Ovest (bandiera) | P     | Klaus Funk        |
|    | Germania Ovest (bandiera) | P     | Helmut Roleder    |
|    | Germania Ovest (bandiera) | D     | Karlheinz Förster |
|    | Germania Ovest (bandiera) | D     | Werner Gass       |
|    | Jugoslavia (bandiera)     | D     | Dragan Holcer     |
|    | Germania Ovest (bandiera) | D     | Bernd Martin      |
|    | Germania Ovest (bandiera) | D     | Arno Schäfer      |
|    | Germania Ovest (bandiera) | C     | Helmut Dietterle  |
|    | Germania Ovest (bandiera) | C     | Markus Elmer      |
|    | Germania Ovest (bandiera) | C     | Erwin Hadewicz    |

| N. |                           | Ruolo | Calciatore        |
| -- | ------------------------- | ----- | ----------------- |
|    | Germania Ovest (bandiera) | C     | Hansi Müller      |
|    | Germania Ovest (bandiera) | C     | Bernd Schmider    |
|    | Germania Ovest (bandiera) | C     | Gerhard Wörn      |
|    | Germania Ovest (bandiera) | A     | Harald Beck       |
|    | Germania Ovest (bandiera) | A     | Bernd Frick       |
|    | Germania Ovest (bandiera) | A     | Ottmar Hitzfeld   |
|    | Germania Ovest (bandiera) | A     | Dieter Hoeneß     |
|    | Germania Ovest (bandiera) | A     | Klaus-Dieter Jank |
|    | Germania Ovest (bandiera) | A     | Hermann Ohlicher  |

## Organigramma societario
Area tecnica
- Allenatore: Jürgen Sundermann
- Allenatore in seconda:
- Preparatore dei portieri:
- Preparatori atletici:

## Calciomercato

### Sessione estiva
| Acquisti | Acquisti          | Acquisti        | Acquisti |
| R.       | Nome              | da              | Modalità |
| -------- | ----------------- | --------------- | -------- |
| A        | Klaus-Dieter Jank | Preußen Münster |          |

| Cessioni | Cessioni            | Cessioni        | Cessioni |
| R.       | Nome                | a               | Modalità |
| -------- | ------------------- | --------------- | -------- |
| A        | Dieter Brenninger   | Rosenheim 1860  |          |
| P        | René Deck           | Winterthur      |          |
| D        | Willi Entenmann     | TSG Backnang    |          |
| C        | Roland Mall         | Preußen Münster |          |
| C        | Hans-Joachim Weller | Zurigo          |          |

### Sessione invernale
| Acquisti | Acquisti | Acquisti | Acquisti |
| R.       | Nome     | da       | Modalità |
| -------- | -------- | -------- | -------- |

| Cessioni | Cessioni | Cessioni | Cessioni |
| R.       | Nome     | a        | Modalità |
| -------- | -------- | -------- | -------- |

## Risultati

### 2. Bundesliga

#### Girone di andata
| Stoccarda 14 agosto 1976 1ª giornata | Kickers Stoccarda | 0 – 0 referto | Stoccarda | Kickers-Stadion (27 500 spett.)\| Arbitro: \| Engel \| |
| Arbitro:                             | Engel             |               |           |                                                        |

| Arbitro: | Frickel |

|                      |           |  |
| Müller 42’ Elmer 60’ | Marcatori |  |

| Arbitro: | Dreher |

|  |           |                                   |
|  | Marcatori | 46’, 60’ Hoeneß 68’, 72’ Hitzfeld |

| Stoccarda 28 agosto 1976 4ª giornata | Stoccarda | 0 – 0 referto | Bayreuth | Neckarstadion (11 000 spett.)\| Arbitro: \| Antz \| |
| Arbitro:                             | Antz      |               |          |                                                     |

| Fürth 4 settembre 1976 5ª giornata | Fürth    | 0 – 0 referto | Stoccarda | Sportpark Ronhof (14 000 spett.)\| Arbitro: \| Quindeau \| |
| Arbitro:                           | Quindeau |               |           |                                                            |

| Arbitro: | Möckel |

|                  |           |            |
| Elmer 73’ (rig.) | Marcatori | 30’ Wagner |

| Arbitro: | Biwersi |

|                                    |           |                                |
| Novkovic 7’ Lindner 12’ Bartel 28’ | Marcatori | 43’ Ohlicher 54’ Wörn 77’ Beck |

| Arbitro: | Fleischer |

|                                         |           |                                   |
| Müller 70’, 86’ Holcer 80’ Ohlicher 90’ | Marcatori | 20’ Sebert 32’ Schneider 71’ Heck |

| Arbitro: | Clajus |

|             |           |                                                          |
| Beichle 23’ | Marcatori | 17’ (rig.) Müller 55’ Schmider 82’ Ohlicher 87’ Hadewicz |

| Arbitro: | Walther |

|                     |           |                        |
| Müller 24’ Jank 47’ | Marcatori | 59’ Cajkovski 86’ Bitz |

| Arbitro: | Messmer |

|                                                    |           |            |
| Förster 11’ Hitzfeld 18’, 61’ Elmer 51’ Martin 68’ | Marcatori | 73’ Diener |

| Arbitro: | Rumbucher |

|  |           |                              |
|  | Marcatori | 30’, 56’ Ohlicher 81’ Martin |

| Arbitro: | Schröder |

|                                            |           |                  |
| Hitzfeld 10’ Ohlicher 43’ Elmer 66’ (rig.) | Marcatori | 28’, 47’ Metzger |

| Arbitro: | Kettenbach |

|                                |           |           |
| Förster 37’ (aut.) Feulner 48’ | Marcatori | 59’ Elmer |

| Arbitro: | Seith |

|                                                |           |  |
| Elmer 35’ Martin 49’ Hitzfeld 53’ Schmider 84’ | Marcatori |  |

| Arbitro: | Huster |

|  |           |                                            |
|  | Marcatori | 23’ Ohlicher 25’ (rig.) Elmer 74’ Schmider |

| Arbitro: | Ross |

|                                     |           |              |
| Hitzfeld 3’ Hadewicz 56’ Martin 80’ | Marcatori | 10’ Reinbold |

| Arbitro: | Scheffner |

|                                              |           |  |
| Hodel 11’ Valent-Geißler 60’ Schaluschke 72’ | Marcatori |  |

| Arbitro: | Ermer |

|            |           |  |
| Martin 40’ | Marcatori |  |

#### Girone di ritorno
| Arbitro: | Kettenbach |

|                       |           |              |
| Ohlicher 3’ Elmer 70’ | Marcatori | 54’ Hoffmann |

| Francoforte sul Meno 8 gennaio 1977 21ª giornata | FSV Francoforte | 0 – 0 referto | Stoccarda | Stadion am Bornheimer Hang (6 000 spett.)\| Arbitro: \| Drescher \| |
| Arbitro:                                         | Drescher        |               |           |                                                                     |

| Arbitro: | Kollmann |

|                                                          |           |                  |
| Müller 13’, 57’ Ohlicher 27’, 66’ Hitzfeld 77’, 86’, 88’ | Marcatori | 53’, 83’ Rudloff |

| Arbitro: | Blum |

|                                              |           |                      |
| Größler 47’ (rig.) Milardovic 51’ Breuer 85’ | Marcatori | 33’ Elmer 77’ Hoeneß |

| Arbitro: | Messmer |

|                            |           |  |
| Hoeneß 52’, 63’ Martin 54’ | Marcatori |  |

| Arbitro: | Antz |

|                    |           |           |
| Weber 45’ Koch 81’ | Marcatori | 5’ Hoeneß |

| Arbitro: | Nützel |

|                                                            |           |  |
| Ohlicher 22’, 76’, 85’ Hoeneß 35’ Hadewicz 84’ Förster 89’ | Marcatori |  |

| Arbitro: | Dreher |

|          |           |                          |
| Heck 58’ | Marcatori | 77’ Hitzfeld 89’ Förster |

| Arbitro: | Biwersi |

|                                         |           |             |
| Hadewicz 55’, 86’ Hitzfeld 61’ Jank 89’ | Marcatori | 68’ Aumeier |

| Arbitro: | Messmer |

|            |           |                      |
| Krause 71’ | Marcatori | 45’ Hoeneß 84’ Elmer |

| Arbitro: | Clajus |

|                         |           |              |
| Lenz 6’, 88’ Baylón 29’ | Marcatori | 30’ Hitzfeld |

| Arbitro: | Fleischer |

|                                                        |           |                               |
| Schmider 20’ Elmer 50’ (rig.) Förster 57’ Hitzfeld 85’ | Marcatori | 9’ Paulus 37’ Spohr 87’ Weber |

| Monaco di Baviera 2 aprile 1977 32ª giornata | Monaco 1860 | 0 – 0 referto | Stoccarda | Stadio Olimpico (77 573 spett.)\| Arbitro: \| Linn \| |
| Arbitro:                                     | Linn        |               |           |                                                       |

| Arbitro: | Ferro |

|                        |           |  |
| Hoeneß 20’ Förster 71’ | Marcatori |  |

| Arbitro: | Quindeau |

|  |           |                                        |
|  | Marcatori | 8’, 48’ Hoeneß 30’ Hitzfeld 84’ Müller |

| Arbitro: | Boos |

|                                                 |           |  |
| Hitzfeld 30’ Ohlicher 48’ Schmider 81’ Jank 87’ | Marcatori |  |

| Arbitro: | Therre |

|  |           |                                                  |
|  | Marcatori | 10’ Hoeneß 20’, 44’ Jank 55’ Ohlicher 82’ Martin |

| Arbitro: | Treib |

|                                                          |           |  |
| Hitzfeld 7’, 33’, 34’, 43’, 48’, 83’ Hoeneß 22’ Jank 82’ | Marcatori |  |

| Treviri 21 maggio 1977 38ª giornata | Eintracht Treviri | 0 – 0 referto | Stoccarda | Moselstadion (18 000 spett.)\| Arbitro: \| Scheffner \| |
| Arbitro:                            | Scheffner         |               |           |                                                         |

### Coppa di Germania
| Arbitro: | Clajus |

|                                  |           |  |
| Ohlicher 25’ Jank 58’ Müller 86’ | Marcatori |  |

| Arbitro: | Drescher |

|                   |           |  |
| Hitzfeld 11’, 80’ | Marcatori |  |

| Arbitro: | Föckler |

|                                |           |            |
| Kirschner 12’ Ehrensberger 75’ | Marcatori | 21’ Martin |

## Statistiche

### Statistiche di squadra
| Competizione      | Punti | In casa | In casa | In casa | In casa | In casa | In casa | In trasferta | In trasferta | In trasferta | In trasferta | In trasferta | In trasferta | Totale | Totale | Totale | Totale | Totale | Totale | DR  |
| Competizione      | Punti | G       | V       | N       | P       | Gf      | Gs      | G            | V            | N            | P            | Gf           | Gs           | G      | V      | N      | P      | Gf     | Gs     | DR  |
| ----------------- | ----- | ------- | ------- | ------- | ------- | ------- | ------- | ------------ | ------------ | ------------ | ------------ | ------------ | ------------ | ------ | ------ | ------ | ------ | ------ | ------ | --- |
| 2. Bundesliga     | 57    | 19      | 16      | 3       | 0       | 65      | 17      | 19           | 8            | 6            | 5            | 35           | 19           | 38     | 24     | 9      | 5      | 100    | 36     | +64 |
| Coppa di Germania | -     | 2       | 2       | 0       | 0       | 5       | 0       | 1            | 0            | 0            | 1            | 1            | 2            | 3      | 2      | 0      | 1      | 6      | 2      | +4  |
| Totale            | 57    | 21      | 18      | 3       | 0       | 70      | 17      | 20           | 8            | 6            | 6            | 36           | 21           | 41     | 26     | 9      | 6      | 106    | 38     | +68 |

### Andamento in campionato
| Giornata  | 1  | 2 | 3 | 4 | 5 | 6 | 7 | 8 | 9 | 10 | 11 | 12 | 13 | 14 | 15 | 16 | 17 | 18 | 19 | 20 | 21 | 22 | 23 | 24 | 25 | 26 | 27 | 28 | 29 | 30 | 31 | 32 | 33 | 34 | 35 | 36 | 37 | 38 |
| --------- | -- | - | - | - | - | - | - | - | - | -- | -- | -- | -- | -- | -- | -- | -- | -- | -- | -- | -- | -- | -- | -- | -- | -- | -- | -- | -- | -- | -- | -- | -- | -- | -- | -- | -- | -- |
| Luogo     | T  | C | T | C | T | C | T | C | T | C  | C  | T  | C  | T  | C  | T  | C  | T  | C  | C  | T  | C  | T  | C  | T  | C  | T  | C  | T  | T  | C  | T  | C  | T  | C  | T  | C  | T  |
| Risultato | N  | V | V | N | N | N | N | V | V | N  | V  | V  | V  | P  | V  | V  | V  | P  | V  | V  | N  | V  | P  | V  | P  | V  | V  | V  | V  | P  | V  | N  | V  | V  | V  | V  | V  | N  |
| Posizione | 11 | 7 | 4 | 4 | 6 | 7 | 6 | 3 | 2 | 3  | 2  | 1  | 1  | 1  | 1  | 1  | 1  | 1  | 1  | 1  | 1  | 1  | 2  | 2  | 2  | 2  | 2  | 1  | 1  | 2  | 2  | 2  | 1  | 1  | 1  | 1  | 1  | 1  |

Legenda:

Luogo: C = Casa; T = Trasferta. Risultato: V = Vittoria; N = Pareggio; P = Sconfitta.

### Statistiche dei giocatori
| Giocatore    | 2. Bundesliga | 2. Bundesliga | 2. Bundesliga | 2. Bundesliga | Coppa di Germania | Coppa di Germania | Coppa di Germania | Coppa di Germania | Totale   | Totale | Totale      | Totale     |
| Giocatore    | Presenze      | Reti          | Ammonizioni   | Espulsioni    | Presenze          | Reti              | Ammonizioni       | Espulsioni        | Presenze | Reti   | Ammonizioni | Espulsioni |
| ------------ | ------------- | ------------- | ------------- | ------------- | ----------------- | ----------------- | ----------------- | ----------------- | -------- | ------ | ----------- | ---------- |
| H. Beck      | 15            | 1             | 0             | 0             | 0                 | 0                 | 0                 | 0                 | 15       | 1      | 0           | 0          |
| H. Dietterle | 16            | 0             | 1             | 0             | 2                 | 0                 | 0                 | 0                 | 18       | 0      | 1           | 0          |
| M. Elmer     | 37            | 11            | 4             | 0             | 3                 | 0                 | 0                 | 0                 | 40       | 11     | 4           | 0          |
| B. Frick     | 1             | 0             | 0             | 0             | 0                 | 0                 | 0                 | 0                 | 1        | 0      | 0           | 0          |
| K. Funk      | 1             | 0             | 0             | 0             | 0                 | 0                 | 0                 | 0                 | 1        | 0      | 0           | 0          |
| K. Förster   | 34            | 5             | 3             | 0             | 1                 | 0                 | 0                 | 0                 | 35       | 5      | 3           | 0          |
| W. Gass      | 10            | 0             | 0             | 0             | 2                 | 0                 | 0                 | 0                 | 12       | 0      | 0           | 0          |
| E. Hadewicz  | 28            | 5             | 2             | 0             | 1                 | 0                 | 0                 | 0                 | 29       | 5      | 2           | 0          |
| O. Hitzfeld  | 34            | 22            | 3             | 0             | 3                 | 2                 | 0                 | 0                 | 37       | 24     | 3           | 0          |
| D. Hoeneß    | 23            | 13            | 0             | 0             | 2                 | 0                 | 0                 | 0                 | 25       | 13     | 0           | 0          |
| D. Holcer    | 38            | 1             | 6             | 0             | 3                 | 0                 | 0                 | 0                 | 41       | 1      | 6           | 0          |
| K. Jank      | 34            | 6             | 3             | 0             | 2                 | 1                 | 1                 | 0                 | 36       | 7      | 4           | 0          |
| B. Martin    | 31            | 7             | 1             | 0             | 3                 | 1                 | 0                 | 0                 | 34       | 8      | 1           | 0          |
| H. Müller    | 31            | 8             | 6             | 0             | 3                 | 1                 | 0                 | 0                 | 34       | 9      | 6           | 0          |
| H. Ohlicher  | 37            | 15            | 4             | 0             | 3                 | 1                 | 1                 | 0                 | 40       | 16     | 5           | 0          |
| H. Roleder   | 37            | 0             | 0             | 0             | 3                 | 0                 | 0                 | 0                 | 40       | 0      | 0           | 0          |
| B. Schmider  | 36            | 5             | 2             | 0             | 3                 | 0                 | 0                 | 0                 | 39       | 5      | 2           | 0          |
| A. Schäfer   | 27            | 0             | 4             | 0             | 3                 | 0                 | 0                 | 0                 | 30       | 0      | 4           | 0          |
| G. Wörn      | 6             | 1             | 2             | 0             | 0                 | 0                 | 0                 | 0                 | 6        | 1      | 2           | 0          |